# Міжнародна кампанія із заборони ядерної зброї

Логотип організації

Міжнародна кампанія із заборони ядерної зброї (англ. International Campaign to Abolish Nuclear Weapons, ICAN) — міжнародна ініціатива, що виступає за ядерне роззброєння та має на меті досягнення заборони ядерної зброї. Кампанія охоплює 468 організацій у 101 державі світу.
2017 року організація стала лауреатом Нобелівської премії миру «за роботу щодо привернення уваги до катастрофічних гуманітарних наслідків будь-якого використання ядерної зброї та за новаторські зусилля задля досягнення заборони такої зброї на основі договору».